# Хохлатая синица
Хохла́тая сини́ца, или гренадерка, гренадер (лат. Lophophanes cristatus, син. Parus cristatus) — небольшая певчая птица семейства синицевых, распространённая на большей части Европы. В северных и средних широтах обычна в хвойных, реже смешанных лесах. На юге-западе Европы, в частности на Пиренейском полуострове и во Франции селится в широколиственных лесах с густым подлеском. Своё название — гренадер — получила благодаря хорошо заметному коническому хохолку, похожему на шапки гренадеров — элитных пехотинцев XVII—XVIII веков. Более других видов синиц склонна к оседлому образу жизни, иногда совершает кочёвки в зимний период. В последнем случае зачастую образует смешанные стайки с корольками, реже гаичками. Питается преимущественно мелкими беспозвоночными и их личинками, а также семенами и плодами некоторых растений во внегнездовой период.

## Описание
Это небольшая, но очень подвижная птица, размерами сравнимая с лазоревкой, но заметно уступающая большой синице. Длина тела — 11—14 см, размах крыльев 17—21 см, масса 9—14 г. Наиболее характерный признак этой синицы, по которому её легко определить даже на расстоянии — всегда приподнятый чёрно-белый хохолок на голове. Его образуют чёрные с широкими белыми каёмками удлинённые перья, из-за чего создаётся впечатление чешуйчатости. Щёки и уздечка (пространство между глазом и основанием клюва) грязновато-белые, на горле большое чёрное пятно треугольной формы, вершинами переходящее в узкий «ошейник». Верх однотонный буровато-серый, иногда с лёгким оливковым либо рыжеватым оттенком. Низ желтовато-белый с охристым оттенком на боках. Маховые и рулевые тёмно-бурые. Клюв чёрный, ноги буроватые, радужная оболочка тёмно-бурая.
Половой диморфизм проявляется незначительно — у самок хохолок немного меньше, тёмные полоски на голове более тонкие, перья на голове и боках имеют скорее охристый, нежели чем беловатый оттенок. В полевых условиях самцы и самки практически не отличимы. Молодые птицы похожи на взрослых, отличаясь от них слегка более буроватым оперением головы и меньшим размером хохолка. Полёт быстрый и волнообразный, с глубокими нырками.
В сравнении с другими российскими синицами хохлатая поёт мало. Весенняя демонстративная песня выражена нечётко и в общих чертах повторяет сигнал возбуждения или призывный крик — бодрую булькующую трельку «ци-ци-ци-тюрюрю, ци-ци-ци-тюрюрю…» или «си-ти-тир-р-ри-ри-ри», часто повторяемую несколько раз подряд с особым ударением. По своему строению она напоминает пение лазоревки. Другой тип песни, характерный больше для окончания зимнего сезона (реже летом и в сентябре), напоминает скорее пение пуночки, нежели чем синиц. Его описывают как раскатистую трельку «тивитириви» в сочетании с призывным криком и писком. При ежедневном общении птицы используют типичную для синиц позывку «ци-ци» (в мягком варианте «си-си») с понижением тона, а также вариацию описанного выше сигнала беспокойства.

## Распространение

### Ареал
Распространена на большей части Европы, однако отсутствует в Великобритании (за исключением Каледонского леса в Шотландии), на Апеннинах и на севере Скандинавии. На севере Европы встречается до границы лесов — в Норвегии до 65° с. ш., в Швеции, Финляндии и Карелии до 67° с. ш., восточнее до районов Архангельска и Сыктывкара. Ещё восточнее граница ареала резко уходит к югу и доходит до восточных склонов Урала в районе Екатеринбурга, после чего поворачивает на запад.
Южная граница ареала проходит через северное побережье Средиземного моря в Испании и Франции, южную границу Альп, Албанию, центральную Грецию, Болгарию, южные подножия Карпат, Волынскую и Подольскую возвышенности в районе 49° с. ш., центральную и восточную Украину до 50° с. ш., Воронежскую, Пензенскую и Самарскую области России.

### Места обитания

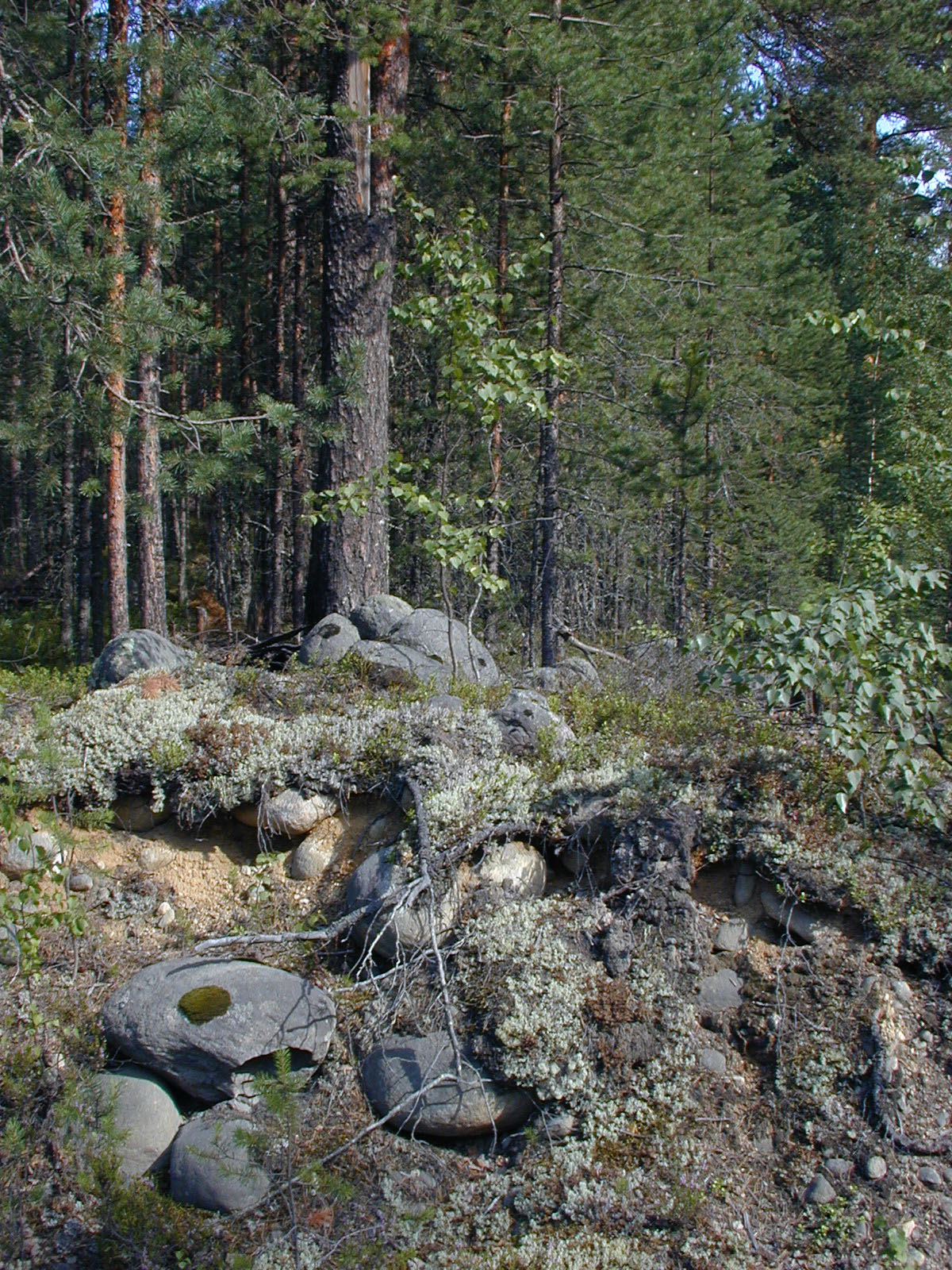
Хвойный лес — типичный биотоп хохлатой синицы

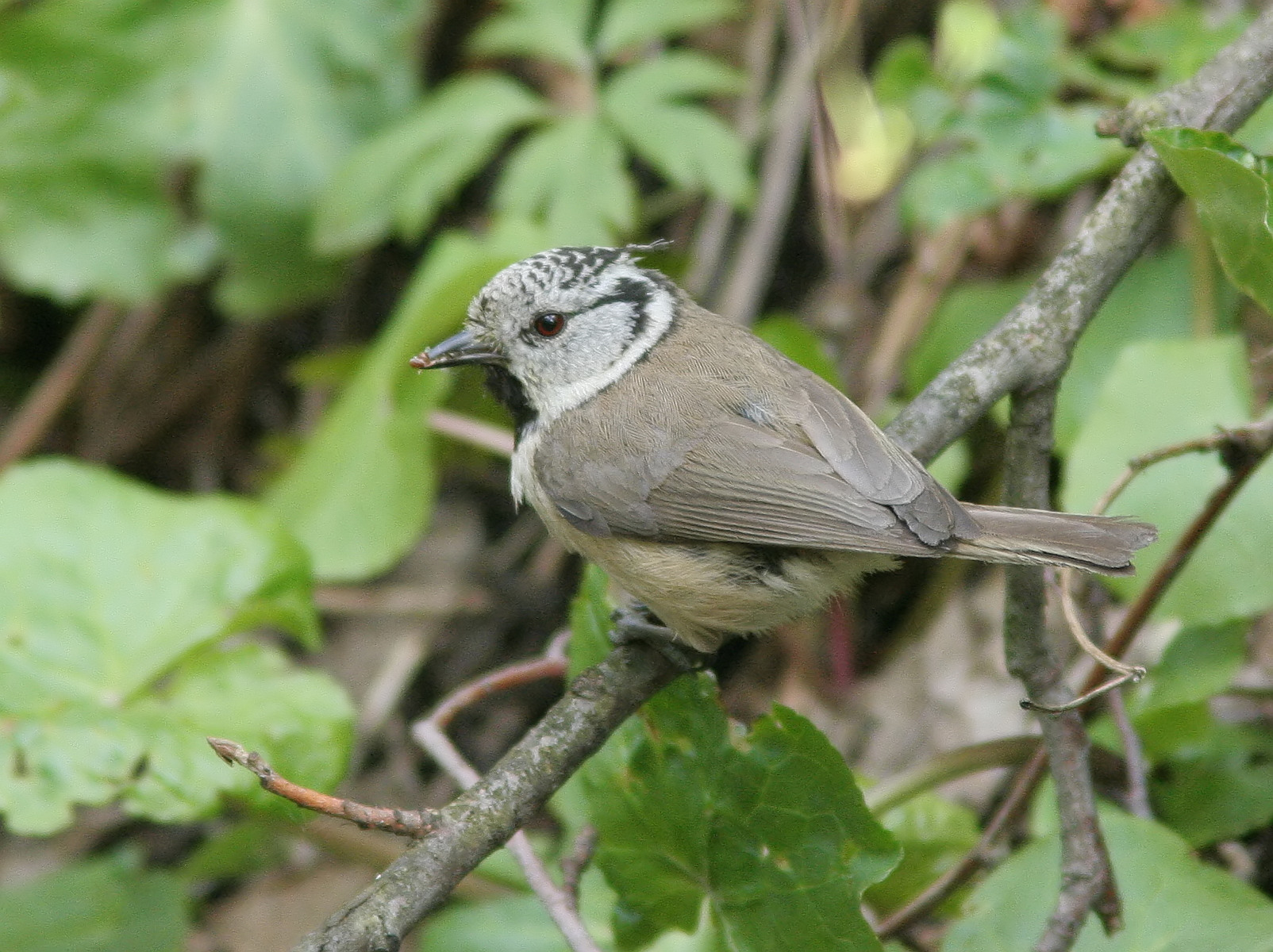
Молодая синица

В Северной и Восточной Европе основной биотоп — спелые высокоствольные сосновые и еловые леса, обычно с доминированием сосны обыкновенной и ели обыкновенной. Реже встречается в смешанных лесах, однако и там выбирает участки с хвойными породами деревьев. В центральной, южной и юго-западной Европе места обитания более разнообразны и могут включать в себя светлые лиственные леса с густым подлеском и большим количеством старых и погибших деревьев. Например, на Пиренеях птица нередко селится в буковых рощах, на юге Пиренейского полуострова гнездится в лесопосадках дуба пробкового. Кочующие птицы могут встречаться и на других ландшафтах, таких как верещатники или заросли кустарникового можжевельника, но при этом не удаляясь далеко от своих основных мест обитания.

### Характер пребывания
Как правило, оседлая птица, меньше других синиц склонная к сезонным перемещениям. Лишь на крайнем севере ареала — на Кольском полуострове, долине Печоры и Лапландии отмечены нерегулярные зимние кочёвки на расстояние не более 100 км. В то же время, в Ленинградской области наблюдения показали строгую оседлость этого вида.

## Размножение

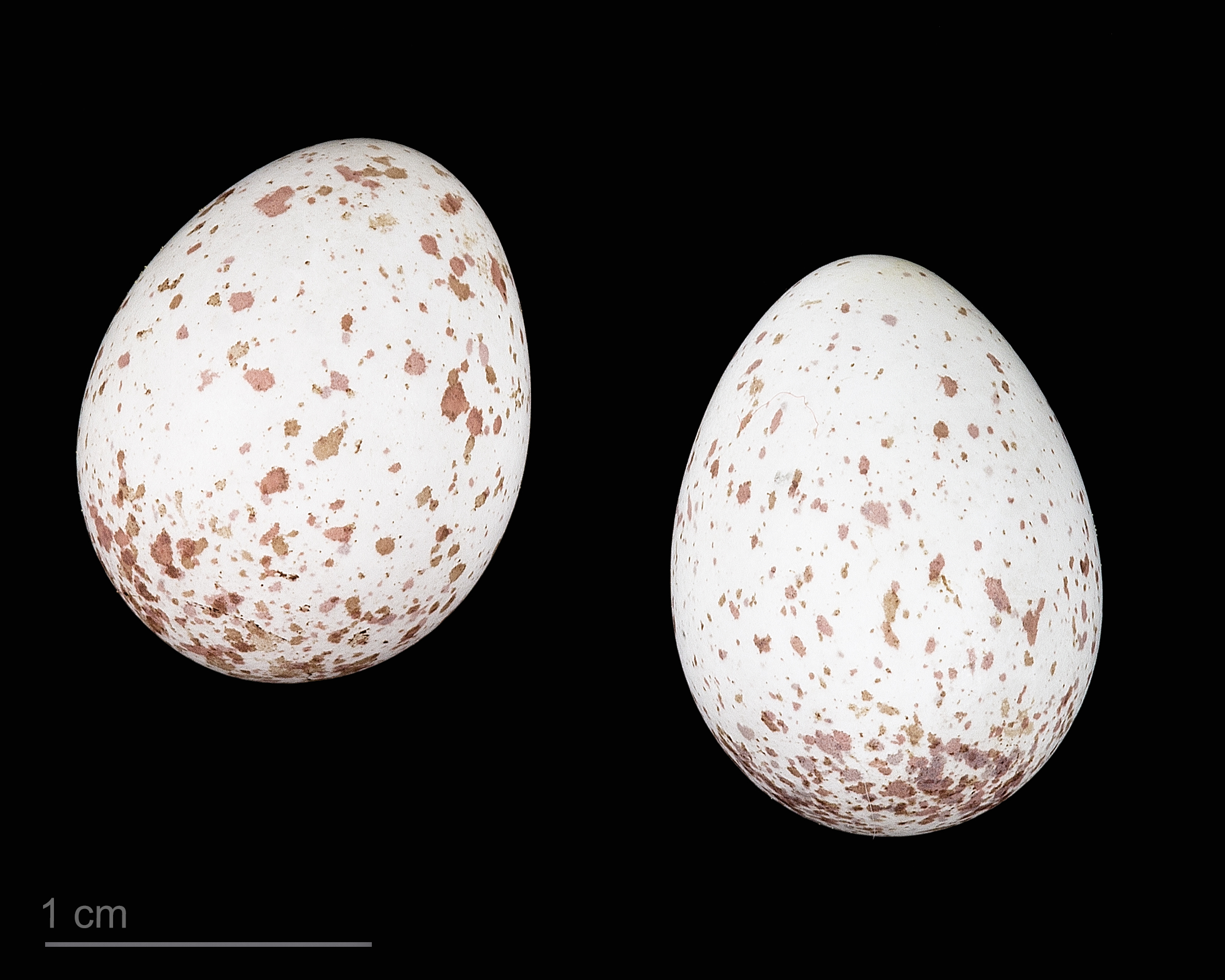
яйцо Lophophanes cristatus - Тулузский музеум

Размножение раньше других синиц — с марта по июнь. При этом уже в февральские оттепели самка начинает подыскивать место для будущего гнезда. Начиная с этого времени можно услышать песню синицы — звонкую трельку «чери-рере-рири» или «цирри-ри», повторяемую несколько раз подряд. Как правило, пары формируются зимой в первый же год и сохраняются до конца жизни. Во время брачных игр самец демонстративно кормит самку.
Обозначив гнездовую территорию, птицы постоянно охраняют её от пришельцев, даже после окончания сезона размножения. В отличие от большой синицы и московки, гренадерка предпочитает самостоятельно выдолбить, или скорее выщипать гнездо, а не использовать уже готовые пустоты (аналогичный метод использует буроголовая гаичка). Как правило, для гнезда выбирается мёртвый, трухлявый ствол дерева либо пень, изредка живое дерево. При этом предпочтение отдаётся лиственным породам — ольхе, осине либо берёзе. Иногда ствол настолько прогнивший, что состоит лишь из слоя коры, просвеченного во многих местах. В случае, если подходящее место не найдено, то может использоваться старое дупло малого пёстрого дятла, гнездо вороны либо другой хищной птицы, беличье гайно или искусственная дуплянка. Иногда гнёзда синицы находят в заборе и даже в земле. Обычно гнёздо расположено невысоко над землёй, на расстоянии до 3 м, нередко в корневой части пня у самой земли (в исключительных случаях до 13 м). Строит и обустраивает гнездо одна самка, в очень редких случаях ей помогает самец.
Глубина дупла 11—18 см, диаметр летка не превышает 30 мм. Гнездо чашеобразное, с толщиной стенок 2—3 см и глубиной лотка 2—7 см. Используемый строительный материал во многом зависит от размеров гнезда и доступности в данной местности — обычно используются мох, лишайники, травинки, листья, беличья шерсть, перья и паутина. Если поблизости находится жильё человека, подбирает мягкий строительный мусор — обрывки ниток, вату и т. п. Обустройство гнезда не заканчивается с кладкой — отложив первое яйцо, самка продолжает таскать мягкий материал и накидывает его сверху — в результате к концу насиживания кладка укрыта толстым слоем подстилки.
За сезон выводит один или два выводка, причём второй выводок больше характерен для южной части ареала. Если потомство по какой-либо причине погибает, самка откладывает повторно. В кладке 5—11 (на севере обычно меньше, 5—6) белых с красновато-коричневыми крапинками яиц. Размеры яиц: (11-14) х (12-18) мм. Насиживает только самка в течение 13—18 дней, самец в это время занят поиском корма для себя и для неё. Птенцы на голове и спине покрыты тёмно-серым пухом, и имеют жёлтую либо тёмно-желтую полость клюва. Потомство выкармливается обоими родителями в течение 16—22 дней, на северо-западе России первые слётки появляются во второй декаде мая. Иногда, не дождавшись вылета птенцов, самка приступает ко второй кладке — в этом случае забота о потомстве (как и наседке) ложится на самца. Научившись летать, птенцы покидают гнездо не сразу и ещё в течение 23—25 дней подкармливаются родителями. Продолжительность жизни хохлатой синицы не превышает 9 лет.

## Питание

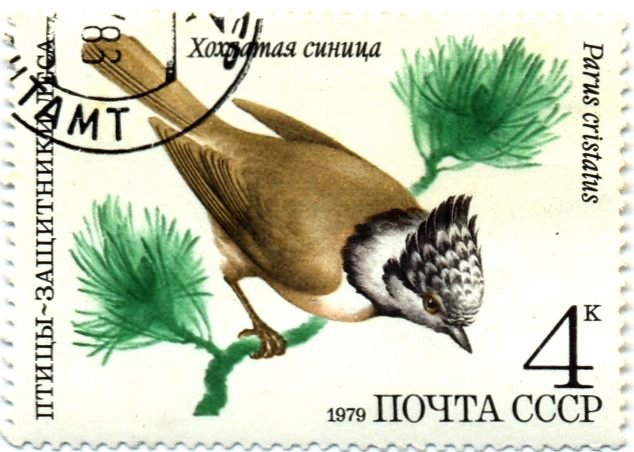
Изображение хохлатой синицы на почтовой марке

Основной корм в весенне-летний период — мелкие беспозвоночные и их личинки, в первую очередь жуки (долгоносики и листоеды), бабочки во всех стадиях развития и пауки. Птицы также охотно поедают двукрылых (комаров, мух), перепончатокрылых (пчёл, ос), полужесткокрылых. В желудках взрослых птиц также находили стрекоз, веснянок, подёнок, тлю, сетчатокрылых, прямокрылых (кузнечиков, саранчу, сверчков) и ручейников. В рационе птенцов преобладают чешуекрылые и пауки.
Осенью и зимой синица переключается на семена ели, сосны, пихты, псевдотсуги, кипарисовика, бука, берёзы, ольхи, ягоды можжевельника, боярышника, рябины, кизила. Ранней весной, когда осенние запасы истощены, а насекомых ещё нет, употребляет в пищу пыльники осины, а также пьёт сок берёзы, осины и клёна. В поисках корма осматривает развилки веточек, трещинки коры, пучки хвои, нередко при этом подвешиваясь к ветке вниз спиной или вниз головой. В течение всего года запасает пищу впрок, особенно интенсивно с сентября по октябрь и с марта по июнь. Основные запасы — семена хвойных пород деревьев, гусеницы и пауки — прячутся в трещинах коры, под наростами лишайников, между хвоинок, очень редко на земле. В отличие от буроголовой гаички, спрятанный корм хохлатой синицы почти всегда виден снаружи. Птица не запоминает конкретных мест тайников, однако позднее добывает корм на том же участке леса. Сделанные запасы помогают пережить холодное время года не только гренадерке, но также и другим птицам, не столь искусным в накопительстве — например, большой синице.

## Классификация
Выделяют 7 подвидов хохлатой синицы:
- P. c. cristatus (Linnaeus, 1758) — северная и восточная Европа на юг до Карпат.
- P. c. scoticus Prazák, 1897 — северная и центральная Шотландия.
- P. c. abadiei (Jouard, 1929) — западная Франция.
- P. c. weigoldi (Tratz, 1914) — западная и южная Иберия.
- P. c. baschkirikus Snigirewski, 1931 — юго-западный и центральный Урал.
- P. c. mitratus (C. L. Brehm, 1831) — центральная Европа на юг до северо-восточной Испании, южных подножий Альп, Хорватии и северной Сербии.
- P. c. bureschi (Jordans, 1940) — Европа от Албании на восток до Болгарии, на юг до центральной и северной Греции.